# Phare d'Olcott

Le phare d'Olcott (en anglais : Olcott Light), est un phare inactif situé à Olcott, sur un pont de la rivière Eightein Mile Creek du Lac Ontario, dans le Comté de Niagara (État de New York).

## Histoire
La lumière n'étant plus nécessaire dans les années 1930, elle a été transférée dans un yacht-club local où elle a résidé jusqu'au début des années 1960, date à laquelle elle a été détruite.
À l'été 2003, une réplique a été construite par des volontaires. Elle se trouve à environ 19 km à l'ouest du phare de Thirty Mile Point et appartient à la ville de Newfane

## Description
Le phare  est une tour pyramidale à base carrée en bois avec une galerie et une lanterne de 8,2 m de haut. La tour est peinte en blanc et la lanterne est noire.
Identifiant : ARLHS : USA-1050 ; USCG : 7-2400 .

### Lien connexe
- Liste des phares de l'État de New York